# Sepiolidae
Famille
Pour les articles homonymes, voir seiche.
Les sépiolidés (Sepiolidae) forment une famille de seiches, supion, casseron, sepiole, chipiron, englobant 15 genres dans trois ou quatre sous-familles.

## Liste des sous-familles
| Selon World Register of Marine Species (25 décembre 2013) : ... - genre Amphorateuthis Young, Vecchione & Roper, 2007 - genre Austrorossia Berry, 1918 - genre Choneteuthis Lu & Boucher-Rodoni, 2006 - genre Euprymna Steenstrup, 1887 - genre Heteroteuthis Gray, 1849 - genre Inioteuthis Verrill, 1881 - genre Iridoteuthis Naef, 1921 - genre Nectoteuthis - genre Neorossia von Boletzky, 1971 - genre Rondeletiola Naef, 1921 - genre Rossia Owen, 1834 - genre Semirossia Steenstrup, 1887 - genre Sepietta Naef, 1912 - genre Sepiola Leach, 1817 - genre Sepiolina Naef, 1912 - genre Stephanoteuthis - genre Stoloteuthis Verrill, 1881 | Selon ITIS (25 décembre 2013) : - sous-famille Heteroteuthinae Appellöf, 1898 - genre Heteroteuthis Gray, 1849 - genre Iridoteuthis Naef, 1912 - genre Nectoteuthis Verrill, 1883 - genre Sepiolina Naef, 1912 - genre Stoloteuthis Verrill, 1881 in 1880-1881 - sous-famille Rossinae Appellöf, 1898 - genre Austrorossia Berry, 1918 - genre Neorossia Boletzky, 1971 - genre Rossia Owen, 1834 - genre Semirossia Steenstrup, 1887 - sous-famille Sepiolinae Appellöf, 1898 - genre Euprymna Steenstrup, 1887 - genre Inioteuthis Verrill, 1881 in 1880-1881 - genre Rondeletiola Naef, 1921 - genre Sepietta Naef, 1912 - genre Sepiola Leach, 1817 |

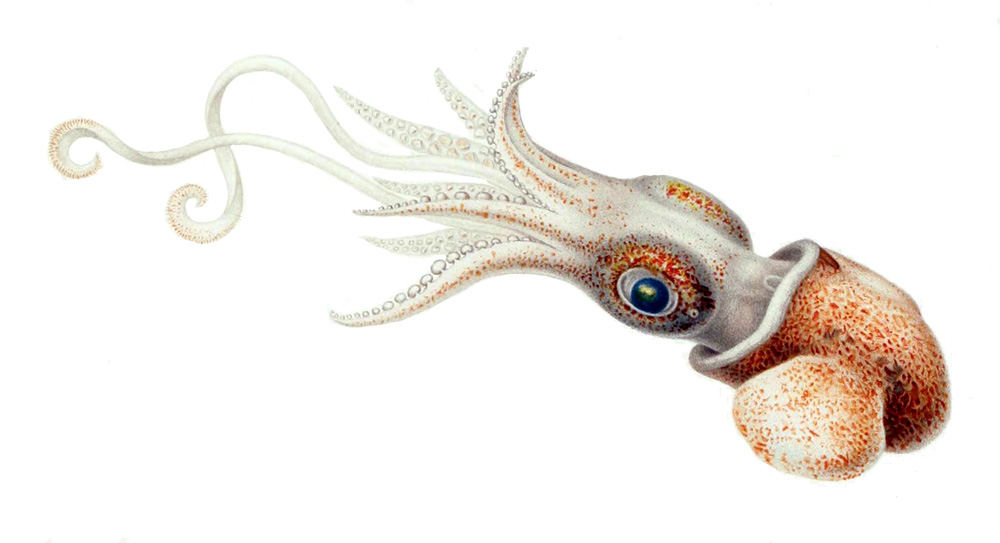
Austrorossia mastigophora
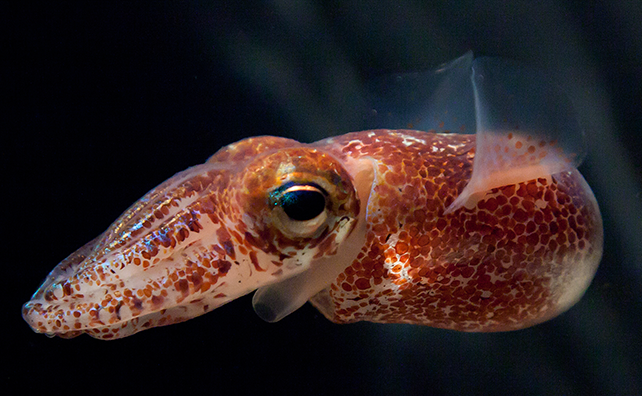
Euprymna scolopes
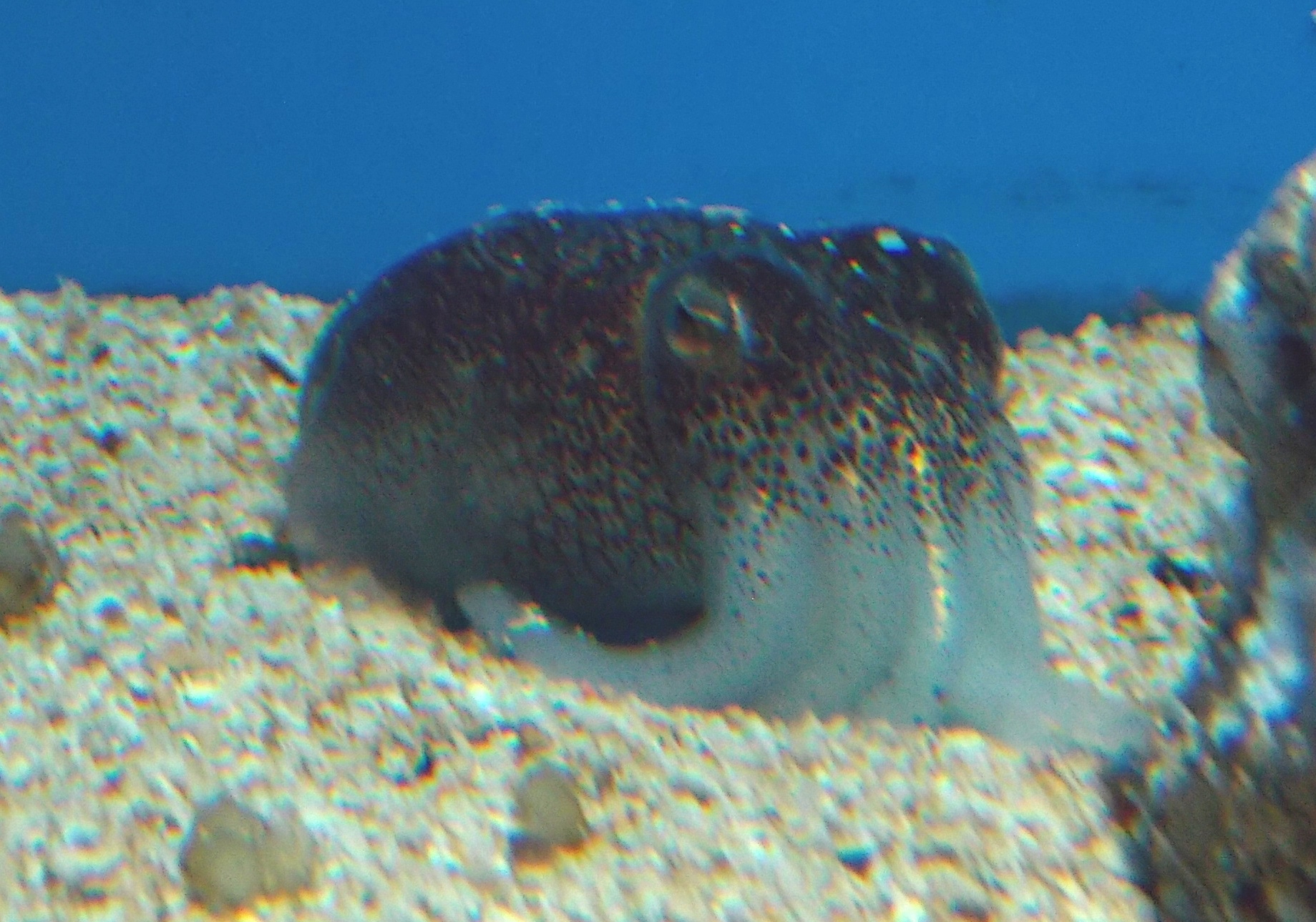
Sepiolina nipponensis
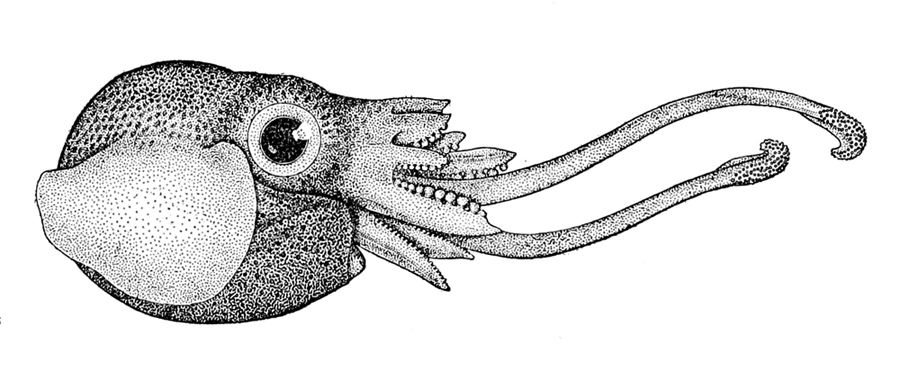
Iridoteuthis iris
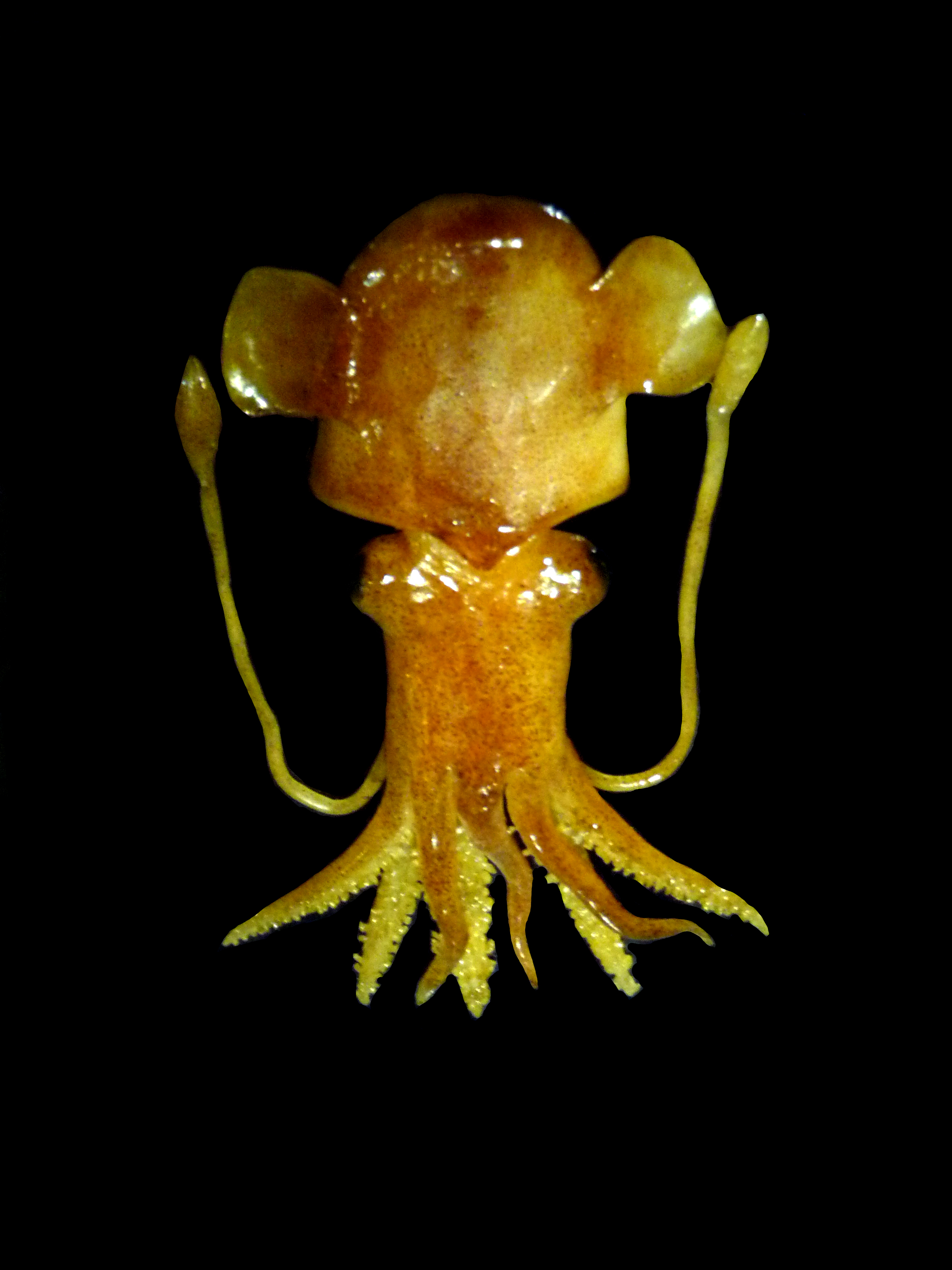
Rossia macrosoma
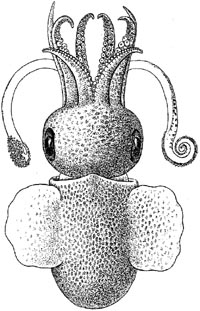
Semirossia tenera
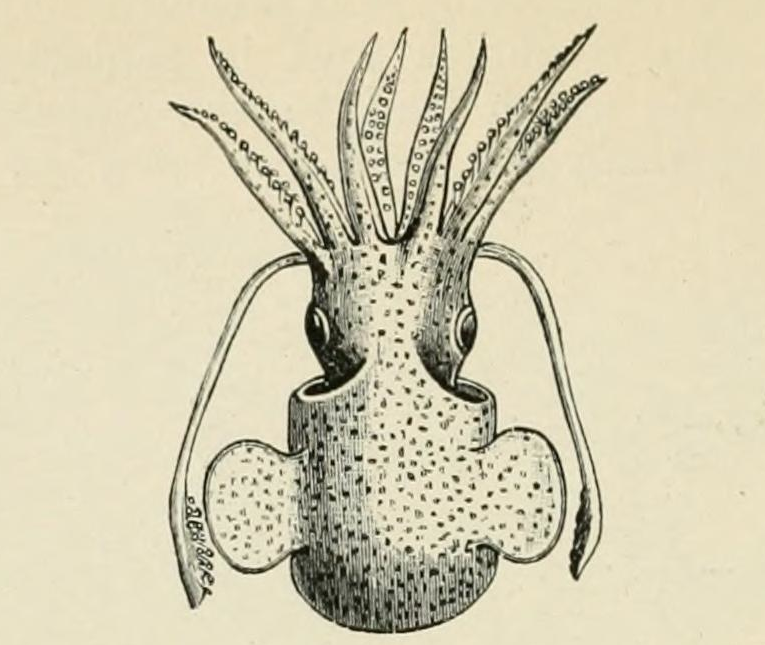
Sepietta oweniana
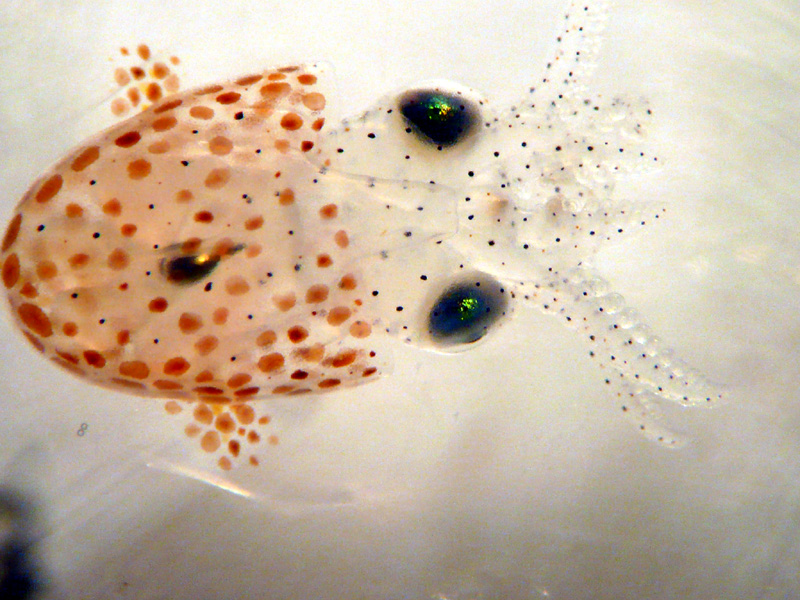
Sepiola atlantica (juvénile)
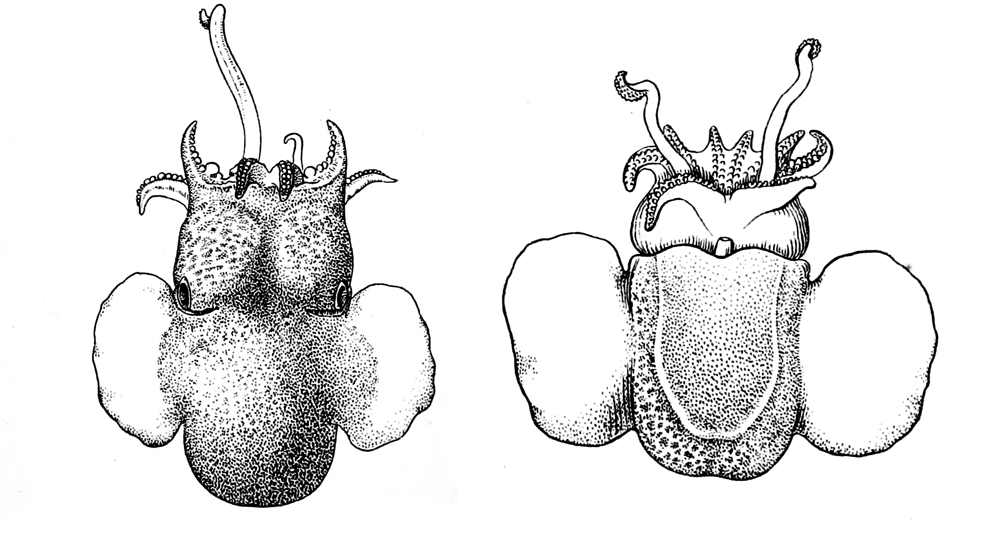
Stoloteuthis leucoptera